# Трубка Прандтля
Трубка Прандтля (названная в честь немецкого гидродинамика Людвига Прандтля) — аэродинамический прибор для измерения динамического давления. Прибор представляет собой комбинацию трубки Пито и напорной трубки для измерения статического давления потока. В трубке Прандтля имеется одно отверстие в направлении потока для измерения полного давления и несколько отверстий по кольцу вдоль поверхности трубки на некотором расстоянии от её острия для измерения статического давления. Разница между давлениями может быть измерена с помощью манометра, согласно закону Бернулли эта разница является динамическим давлением. Установившееся в трубке динамическое давление приближённо равно
{\displaystyle p_{\partial }\approx \xi {\frac {\rho V_{o}^{2}}{2}}}
где {\displaystyle \rho } — плотность движущейся (набегающей) среды; {\displaystyle V_{o}} — скорость набегающего потока; {\displaystyle \xi } — коэффициент местного сопротивления.
Этот прибор также называется расходомером скоростного напора Прандтля, так как позволяет вычислить скорость, а, следовательно, и расход в заданном сечении.